# Canton de Dourgne
Le canton de Dourgne est un ancien canton français situé dans le département du Tarn et la région Midi-Pyrénées.

## Géographie
Ce canton était organisé autour de Dourgne dans l'arrondissement de Castres. Son altitude variait de 163 m (Soual) à 904 m (Arfons) pour une altitude moyenne de 334 m.

## Communes
Le canton de Dourgne comprenait 15 communes et comptait 10 308 habitants (population municipale) au 1er janvier 2010.
| Nom                 | Code Insee | Intercommunalité                | Superficie (km2) | Population (dernière pop. légale) | Densité (hab./km2) |
| ------------------- | ---------- | ------------------------------- | ---------------- | --------------------------------- | ------------------ |
| Dourgne (chef-lieu) | 81081      | CC du Sor et de l'Agout         | 22,75            | 1 316 (2014)                      | 58                 |
| Arfons              | 81016      | CC Aux sources du Canal du Midi | 40,71            | 177 (2014)                        | 4,3                |
| Belleserre          | 81027      | CC Aux sources du Canal du Midi | 4,76             | 168 (2014)                        | 35                 |
| Cahuzac             | 81049      | CC Aux sources du Canal du Midi | 5,69             | 386 (2014)                        | 68                 |
| Les Cammazes        | 81055      | CC Aux sources du Canal du Midi | 7,68             | 298 (2014)                        | 39                 |
| Durfort             | 81083      | CC Aux sources du Canal du Midi | 4,54             | 257 (2014)                        | 57                 |
| Garrevaques         | 81100      | CC Aux sources du Canal du Midi | 6,86             | 373 (2014)                        | 54                 |
| Lagardiolle         | 81129      | CC du Sor et de l'Agout         | 10,25            | 240 (2014)                        | 23                 |
| Massaguel           | 81160      | CC du Sor et de l'Agout         | 10,09            | 416 (2014)                        | 41                 |
| Palleville          | 81200      | CC Aux sources du Canal du Midi | 6,44             | 458 (2014)                        | 71                 |
| Saint-Amancet       | 81237      | CC Aux sources du Canal du Midi | 12,33            | 191 (2014)                        | 15                 |
| Saint-Avit          | 81242      | CC du Sor et de l'Agout         | 4,86             | 272 (2014)                        | 56                 |
| Sorèze              | 81288      | CC Aux sources du Canal du Midi | 41,64            | 2 755 (2014)                      | 66                 |
| Soual               | 81289      | CC du Sor et de l'Agout         | 14,17            | 2 461 (2014)                      | 174                |
| Verdalle            | 81312      | CC du Sor et de l'Agout         | 24,24            | 981 (2014)                        | 40                 |

## Représentation

### Conseillers généraux de 1833 à 2015
| Période | Période      | Identité                                        | Étiquette             | Qualité |
| ------- | ------------ | ----------------------------------------------- | --------------------- | --- |
| 1833    | 1864         | Marquis Raimond Faure de Saint-Maurice (1794-?) |                       | Ancien lieutenant de cavalerie Propriétaire, maire de Saint-Amancet |
| 1864    | 1899 (décès) | Maurice de Barrau de Muratel (1821-1899)        | Républicain           | Ancien attaché d'ambassade Maire de Saint-Affrique (Aveyron) Propriétaire à La Sabatarié, près de Castres à Montagnet, par Sorèze, maire de Viviers                                                                |
| 1899    | 1925         | Joseph Raucoules (1851-1939)                    | URD                   | Manufacturier à Dourgne et à Toulouse Maire de Dourgne (1900-1911) Conseiller d'arrondissement |
| 1925    | 1929 (décès) | Jules Coustel                                   | Rad.                  | Négociant en fourrages et en bestiaux - Maire de Verdalle |
| 1929    | 1940         | Ernest Durand                                   | Rad.                  | Industriel Maire de Massaguel |
|         |              |                                                 |                       | |
| 1942    | 1945         | Maurice de Barrau de Muratel                    | Union nationale       | Ancien officier Conseiller d'arrondissement, Viviers-les-Montagnes Nommé conseiller départemental en 1942 |
|         |              |                                                 |                       | |
| 1945    | 1956 (décès) | Ernest Durand                                   | Rad.                  | Industriel Maire de Massaguel (1923-1941 et 1944-1959) |
| 1956    | 1970         | François Monsarrat                              | Rad.                  | Agriculteur Sénateur (1952-1968) Maire de Verdalle (1929-1971) |
| 1970    | 1982         | Albert Mamy                                     | CNIP puis RI puis UDF | Avocat Maire de Sorèze (1977-2020) Député (1986-1988) |
| 1982    | 1998 (décès) | Georges Mazars                                  | PS                    | Enseignant, maire de Dourgne (1983-1998) Sénateur (1995-1998) |
| 1998    | 2015         | Claudie Bonnet                                  | PS                    | Assistante parlementaire, maire de Lagardiolle (1995-2008) Présidente de la Communauté de communes du Pays de Dourgne Première vice-présidente du Conseil général Elue en 2015 dans le Canton de la Montagne noire |

### Conseillers d'arrondissement (de 1833 à 1940)
| Période                                  | Période          | Identité                     | Étiquette          | Qualité |
| ---------------------------------------- | ---------------- | ---------------------------- | ------------------ | --- |
| 1833                                     | 1842             | Louis Marie Fabre            |                    | Propriétaire, maire de Dourgne (1833-1835)                                                                  |
| 1842                                     | 1852             | Jean François Cassanac       |                    | Juge de paix, ancien maire (1830-1833) de Dourgne                                                           |
| 1852                                     |                  | Léon Prat                    |                    | Maire de Verdalle (1848-1881)                                                                               |
|                                          |                  |                              |                    | |
| 1889                                     | 1898             | Joseph Raucoules             | Républicain        | Manufacturier à Dourgne et à Toulouse Maire de Dourgne (1877-1900)                                          |
| 1898                                     | 1899 (démission) | Henri Raucoules              | Républicain        | Maire de Dourgne (1900-1911)                                                                                |
|                                          |                  |                              |                    | |
| 1922                                     | 1940             | Maurice de Barrau de Muratel | RG Union nationale | Ancien officier, Viviers-les-Montagnes                                                                      |
| 1940                                     |                  |                              |                    | Les conseils d'arrondissement ont été suspendus par la loi du 12 octobre 1940 et n'ont jamais été réactivés |
| Les données manquantes sont à compléter. |                  |                              |                    | |

## Démographie
| 1962  | 1968  | 1975  | 1982  | 1990  | 1999  | 2006  | 2010   | - |
| ----- | ----- | ----- | ----- | ----- | ----- | ----- | ------ | - |
| 6 690 | 7 373 | 7 207 | 7 474 | 8 132 | 8 396 | 9 800 | 10 308 | - |